# Pyrocumulus
Ne doit pas être confondu avec Pileus (nuage).
Un pyrocumulus, cumulus flammagenitus selon le nouvel Atlas international des nuages de 2017,, est un nuage de la famille des cumulus qui se forme au-dessus d’une source de chaleur intense. Il se forme en général lors de feux de forêts ou d’éruptions volcaniques mais peut également se développer au-dessus de cheminées industrielles ou autres sources de chaleur et de particules fines. La dynamique de formation n’est pas différente des autres nuages convectifs, la source de chaleur servant à déstabiliser l’atmosphère.
Selon les conditions de stabilité et d’humidité disponibles, on peut retrouver des pyrocumulus humilis, mediocris, congestus ou même des pyrocumulonimbus.  Finalement, le champignon associé avec la détonation d’une arme nucléaire est un type de pyrocumulus, le pyrocumulonimbus.

## Formation

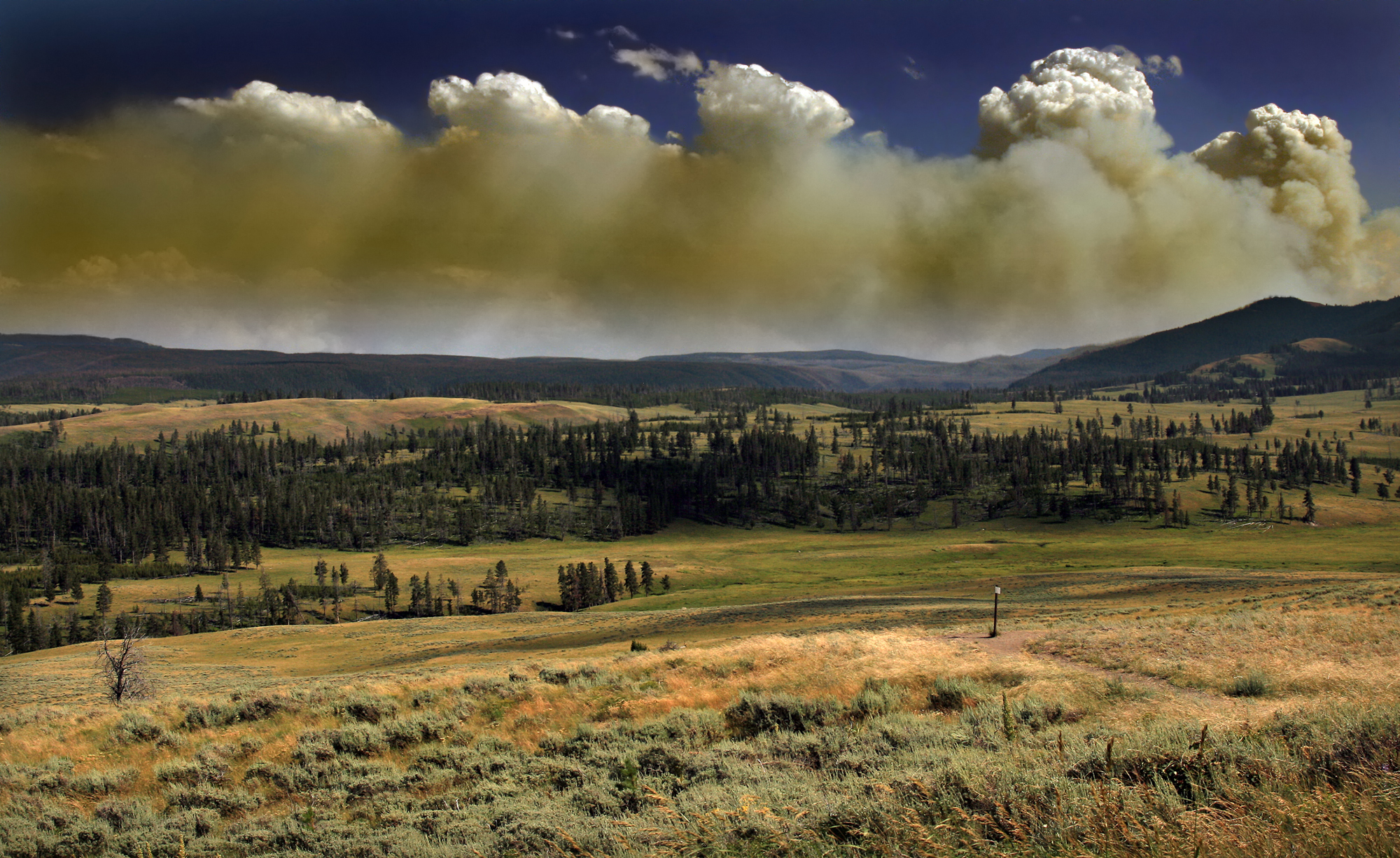
Pyrocumulus dans le panache de fumée au parc national de Yellowstone.

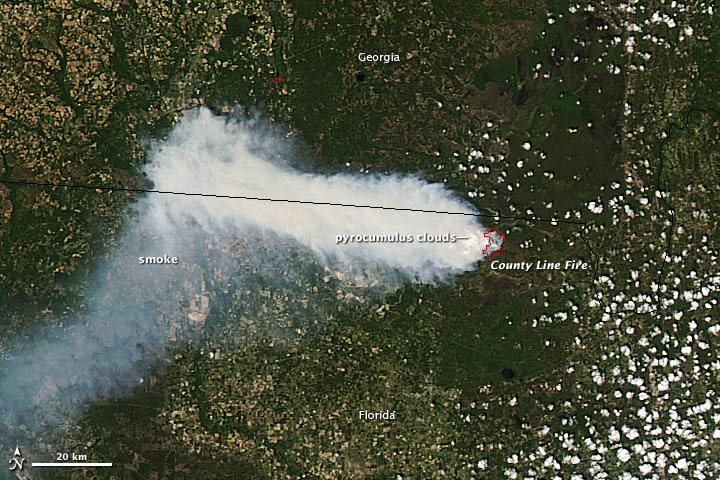
Pyrocumulus observé par la Nasa au-dessus de la Floride

Le pyrocumulus, comme tout cumulus, est formé dans un mouvement de convection atmosphérique lorsque l’air de bas niveau est plus chaud et humide que celui en altitude. La densité des parcelles d’air de bas niveau est ainsi plus faible que celle en altitude et la poussée d’Archimède dans la colonne d'air donne un mouvement ascendant. En s'élevant, l'air subit une détente adiabatique, ce qui refroidit sa température et augmente l’humidité relative. Quand l’air devient saturé, la vapeur d'eau se condense en gouttelettes de nuages. 
La présence d’humidité est nécessaire à leur formation car la chaleur ne fait que créer les conditions d’instabilité. Celle-ci est fournie par la masse d’air et peut être augmentée par l’évapotranspiration des plantes environnantes. Un courant-jet de bas niveau ou tout autre élément de convergence des vents peut accentuer les effets. 
Dans le cas du pyrocumulus, la source de chaleur n’est pas le réchauffement par le soleil mais une autre source intense. Les feux de forêts ou les éruptions volcaniques sont les sources les plus communes car ils produisent une importante quantité de chaleur. Ils requièrent également moins d’humidité pour former les nuages en permettant de soulever plus haut les parcelles d'air pour atteindre la saturation. Cependant, des activités industrielles relâchant de la chaleur, comme une cheminée d’usine, peuvent constituer le déclencheur si l'air est déjà assez instable. 
Une des caractéristiques supplémentaire de ce nuage est le fait que la source de chaleur est également une source de particules fines hydrophiles. En effet, la vapeur d’eau a besoin d’un noyau pour former des gouttelettes lors de la saturation. La fumée des feux de forêt ou les cendres volcaniques ajoutent un très grand nombre de ces particules à celles déjà présente dans l’air et donc augmentent la probabilité de formation de nuages.

## Apparence

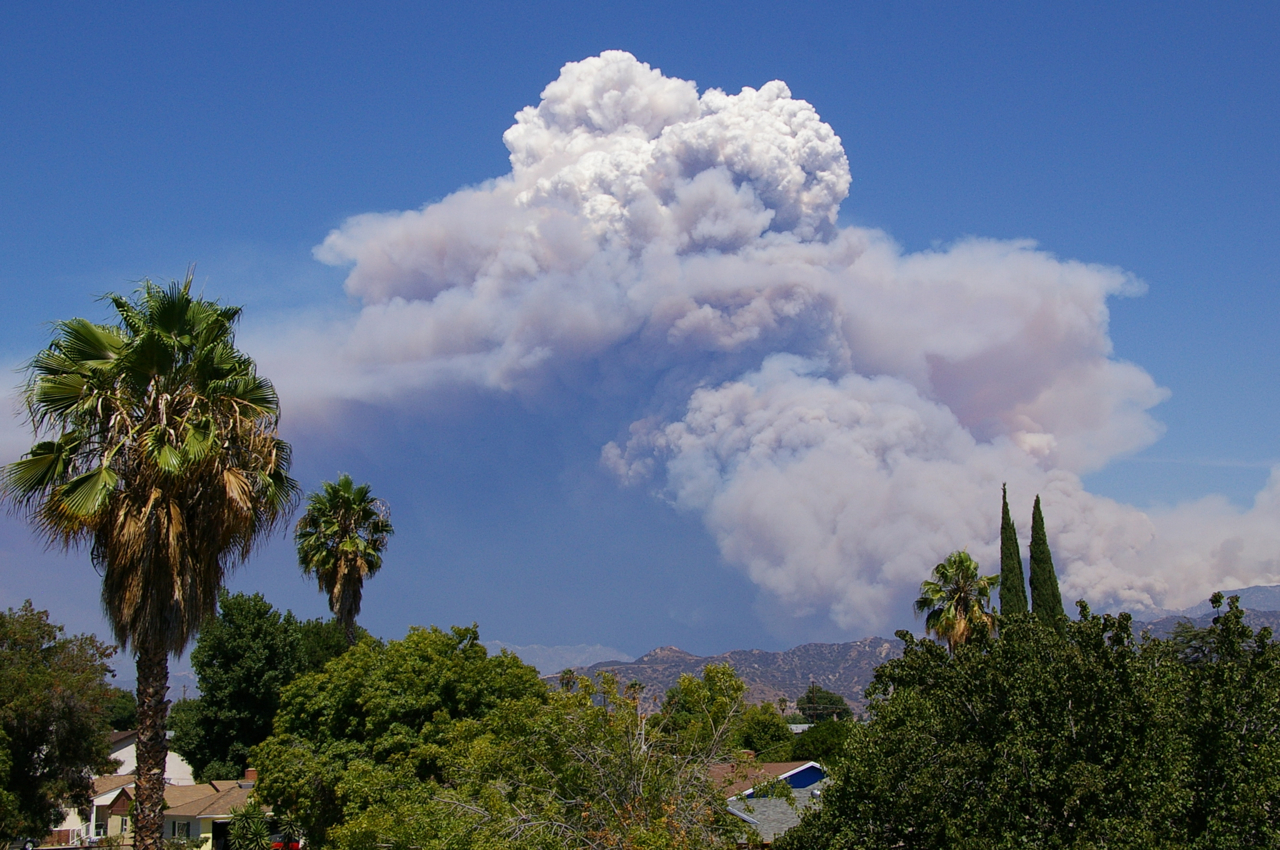
Pyrocumulus congestus lors du feu d’août 2009 en Californie.

Les pyrocumulus sont souvent de couleur grisâtre ou brunâtre à cause de la fumée et des cendres qu’ils contiennent. Ce type de nuage a également tendance à se dilater car les cendres impliquées dans la formation du nuage augmentent la quantité de noyaux de condensation.

## Effets
Les pyrocumulus humilis et mediocris ont peu d’effets autres que de couper le rayonnement solaire. Ceci peut atténuer le réchauffement local et aider à combattre un feu de forêt mais en créant une zone nuageuse à côté d’une autre ensoleillée, ils pourront créer un régime de brise qui augmentera les vents à cet endroit et aura l'effet inverse.
Les pyrocumulus congestus peuvent donner de la pluie et les pyrocumulonimbus peuvent atteindre la tropopause et donner en plus de la pluie, de la grêle noircie par la suie, de la foudre, des rafales descendantes et même parfois des tornades,. Cependant, ils vont donner en général beaucoup moins de précipitations que les congestus et cumulonimbus réguliers malgré leur forte extension verticale. En effet, l'étude par données de satellites et radars météorologiques a démontré que les gouttes formées dans ces nuages sont très petites, même jusqu’au sommet. Ceci est dû au fait que le nombre de noyaux de condensation fournis par la fumée est très grand et mène une forte compétition pour la vapeur d'eau disponible. Leur pluie n'est donc souvent pas suffisante pour éteindre le brasier qui l'a formé et dans le cas du pyrocumulonimbus, la foudre qu'il génère, à partir de son enclume, peut en allumer d'autres.  
Les pyrocumulonimbus peuvent être également la source d'une injection de particules de fumée dans la stratosphère, créant à petite échelle un effet similaire à l’hiver nucléaire en plus d'affecter la formation de l’ozone stratosphérique,.
Finalement, les pyrocumulus associés avec les éruptions volcaniques peuvent produire de la foudre (Orage volcanique). La cause de ce phénomène est reliée aux mouvements verticaux importants et à la nature électrique des particules de cendre. En effet, ces cendres peuvent être chargées électriquement et leur déplacement vers le sommet du nuage crée une différence de potentiel. C'est un effet similaire au transport des charges par les cristaux de glace dans un cumulonimbus.

## Détonation nucléaire

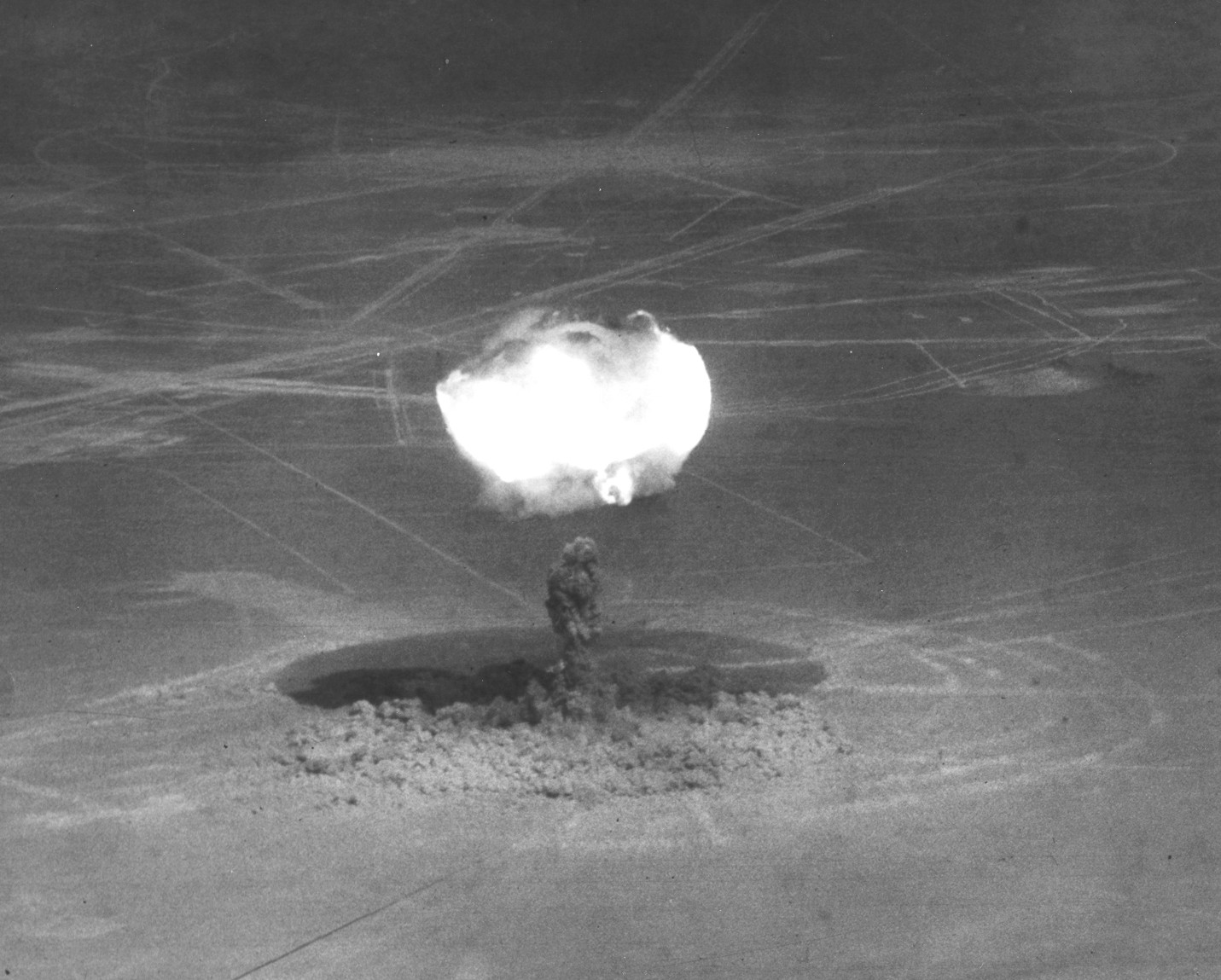
Champignon nucléaire lors d'un essai en 1946.

Le champignon atomique est un type de pyrocumulonimbus. Le largage de la bombe atomique sur Hiroshima s'est fait par temps clair. Peu après, le champignon atomique s'est formé et il a commencé à tomber de la pluie noire qui était pleine de suie radioactive. Cette pluie a tué de nombreuses personnes. Le champignon atomique s'est largement développé dans la stratosphère et a entraîné de nombreuses particules qui sont restées piégées (voir la théorie de l'hiver nucléaire). Il n'a pas été fait état de phénomènes électriques ou de chutes de grêle, car il semble que la présence de suie a empêché la formation de grosses gouttes ou de grêlons. Même si le champignon atomique peut être assimilé à un très gros cumulonimbus, il ne peut pas être assimilé à un orage supercellulaire.